# Argentina ai XVII Giochi olimpici invernali
L'Argentina partecipò ai XVII Giochi olimpici invernali, svoltisi a Lillehammer, Norvegia, dal 12 al 27 febbraio 1994, con una delegazione di 10 atleti impegnati in due discipline.